# Hôtel de Rochechouart
El hôtel de Rochechouart es un hôtel particulier parisino ubicado en la rue de Grenelle, en  el 7 distrito, que fue construido en 1776. Alberga el Ministerio de Educación Nacional.

## Historia
En 1776, la marquesa de Courteille adquirió un terreno en la rue de Grenelle, en el barrio de "Pré-aux-Clercs", futuro Faubourg Saint-Germain, para construir allí un hotel para su hija Madeleine Mélanie, esposa de Vizconde Aimery-Louis-Roger de Rochechouart. La construcción fue confiada a Mathurin Cherpitel, el arquitecto del rey y terminó en 1778. Un pasaje pavimentado y arbolado conducía al patio principal. A ambos lados del acceso se elevaban dos pabellones curvos que contenían, uno el establo, el otro las cocinas.
En 1804, cuando su marido, miembro de la Asamblea Constituyente, murió durante la Revolución Francesa, en 1791, la vizcondesa de Rochechouart vendió el hotel al mariscal Charles François Augereau, duque de Castiglione y par de Francia. En 1820, el Ministerio del Interior, que arrendó el edificio, instaló allí el Departamento de Instrucción Pública.
En 1829, la viuda Augereau cedió el hotel al Ministerio de Instrucción Pública, que acababa de crearse para sustituir a la Universidad Imperial. A partir de entonces, el Hôtel de Rochechouart fue la sede del ministerio responsable de la educación. Fue ampliado por la construcción de una nueva ala realizada por el arquitecto Alphonse de Gisors hacia 1839. Otras obras siguieron hasta 1892: elevaciones, adquisición de edificios auxiliares, construcción de la sala del consejo o incluso acondicionamiento de una biblioteca.

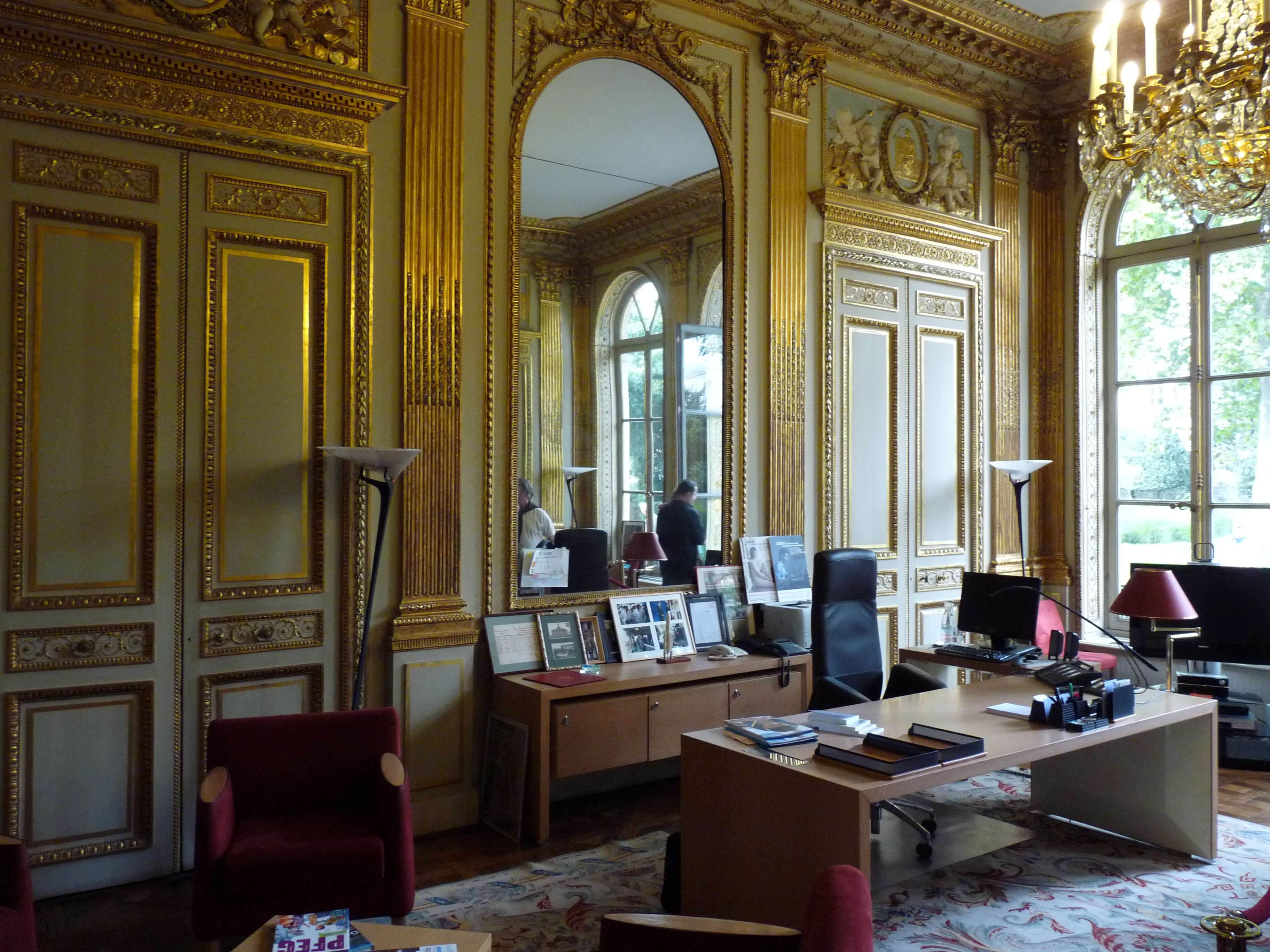
La oficina del ministro.

Albergó a algunos invitados famosos. En 1878 Guy de Maupassant fue nombrado agregado en la oficina del Ministro de Instrucción Pública, Culto y Bellas Artes, donde estuvo a cargo de la correspondencia del ministro. Entonces Jules Ferry, Ministro de Instrucción Pública y Bellas Artes de 1879 a 1883, puso en marcha su gran reforma educativa, con enseñanza primaria gratuita , 1881, laicismo y enseñanza obligatoria hasta los trece años de enseñanza primaria, 28 de marzo de 1882, y la creación de la educación secundaria femenina, 1880. Aquí nació la Escuela Republicana.
En 1912, el arquitecto Gagné dirigió las obras de levantamiento del edificio que daba a la calle y la construcción del ala de la rue de Bellechasse, ampliada por un edificio moderno de Lemaresquier en 1935. En 1956 se construyó la escalera del despacho del ministro, por Aublet, y el edificio situado a la izquierda del patio principal. Se sometió a una remodelación total entre 2000 y 2002, con decoración y mobiliario encargados a Andrée Putman, y también se restauraron las fachadas del patio y del jardín. Los suelos, carpinterías y pinturas se restauraron entre 2014 y 2016.
Uno de los salones fue bautizado “ Julie-Victoire Daubié ”, en homenaje a la primera mujer en obtener el bachillerato en agosto de 1861.
El ministerio tiene en sus numerosos subterráneos un búnker construido durante la Segunda Guerra Mundial. También cuenta con restos lapidarios del Palacio de las Tullerías.

## Descripción

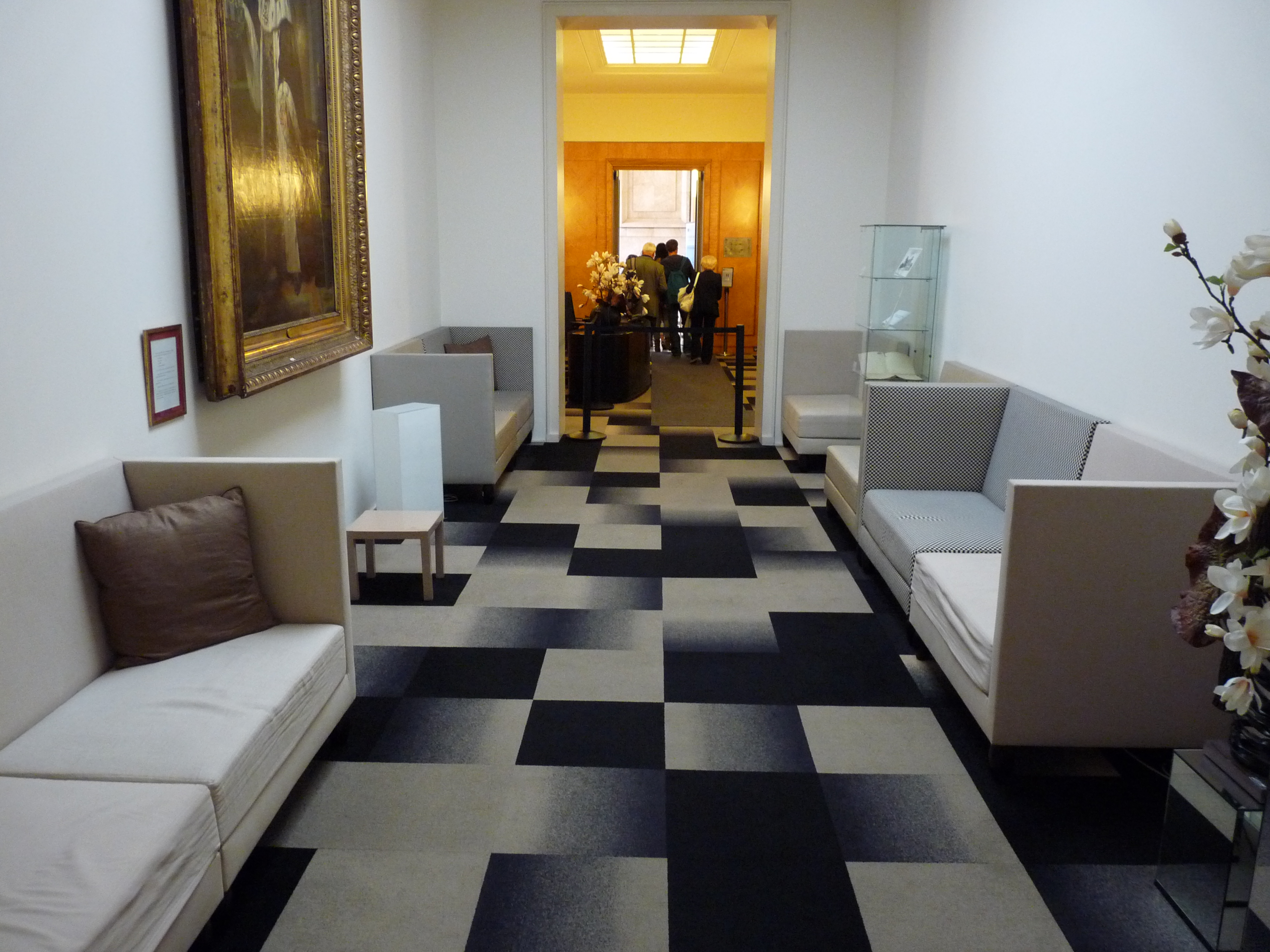
Antecámara de Putman.

### Fachada
Neoclásico, de estilo Luis XVI, la fachada del patio de sillería alterna vanos y pilastras estriadas con capiteles corintios.

### Escalera de honor
La escalera principal (que no debe confundirse con la escalera del ministro) tiene una barandilla de hierro forjado con motivos de volutas y hojas de acanto. Allí se instalaron tres estatuas en 1846: la del científico Pierre-Simon de Laplace, del estadista Jean-Baptiste Colbert y del magistrado Mathieu Molé.

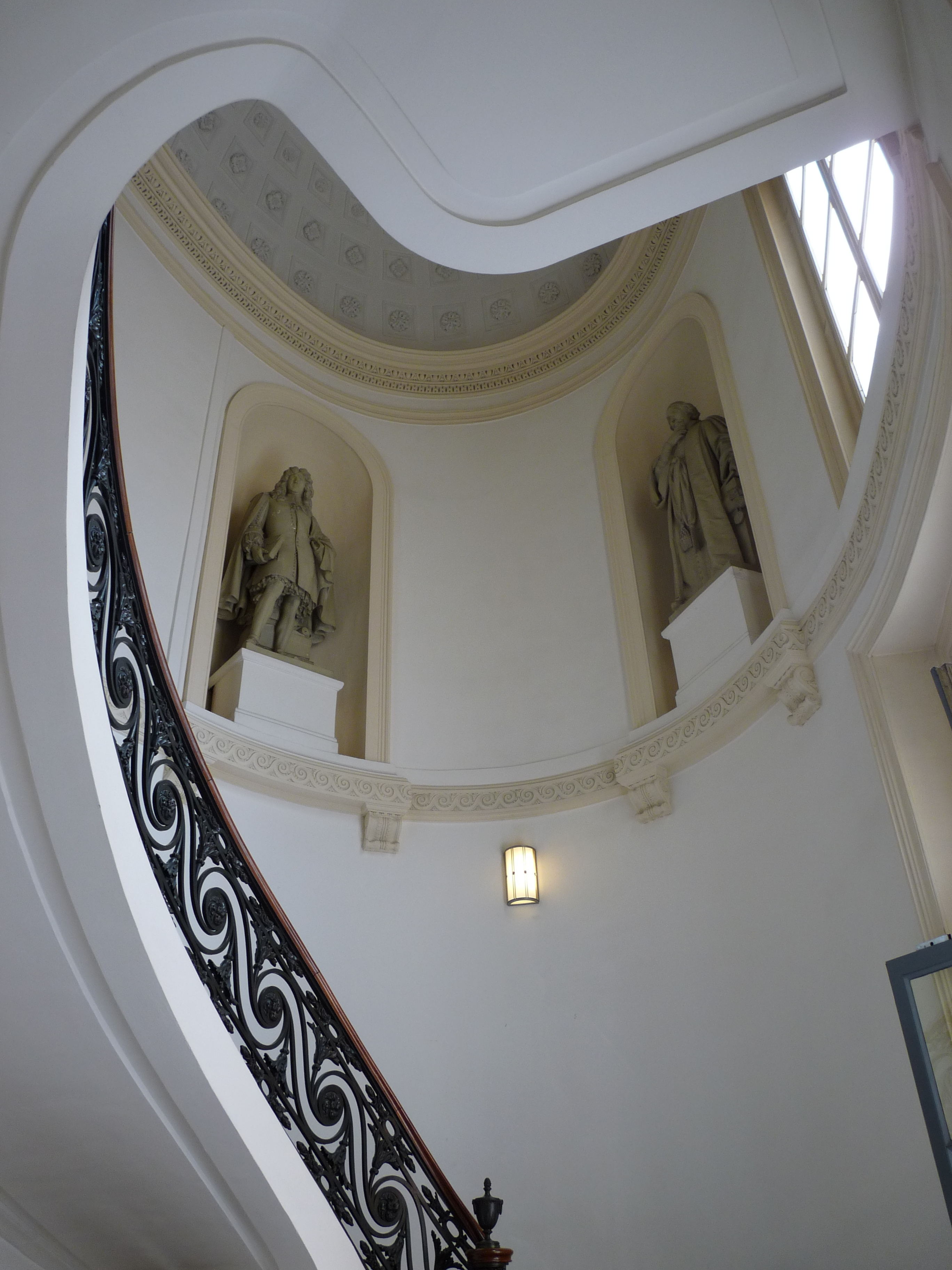
Escalera de honor.

### Biblioteca
Habilitado en 1858 y formado por una entreplanta, se encuentra en la primera planta del ala oeste. Incluye una colección completa de los Diarios Oficiales de la República Francesa . Allí se llevan a cabo importantes reuniones y firmas de convenciones.

### Antecámara putman
Accesible desde la gran escalera, los muebles que están allí desde 2001 y firmados por Andrée Putman .

### Galería de retratos
Ubicado en la gran escalinata construida en 1956 por Aublet, alberga los retratos de todos los ministros encargados de la Instrucción Pública y luego de la Educación Nacional desde 1828.

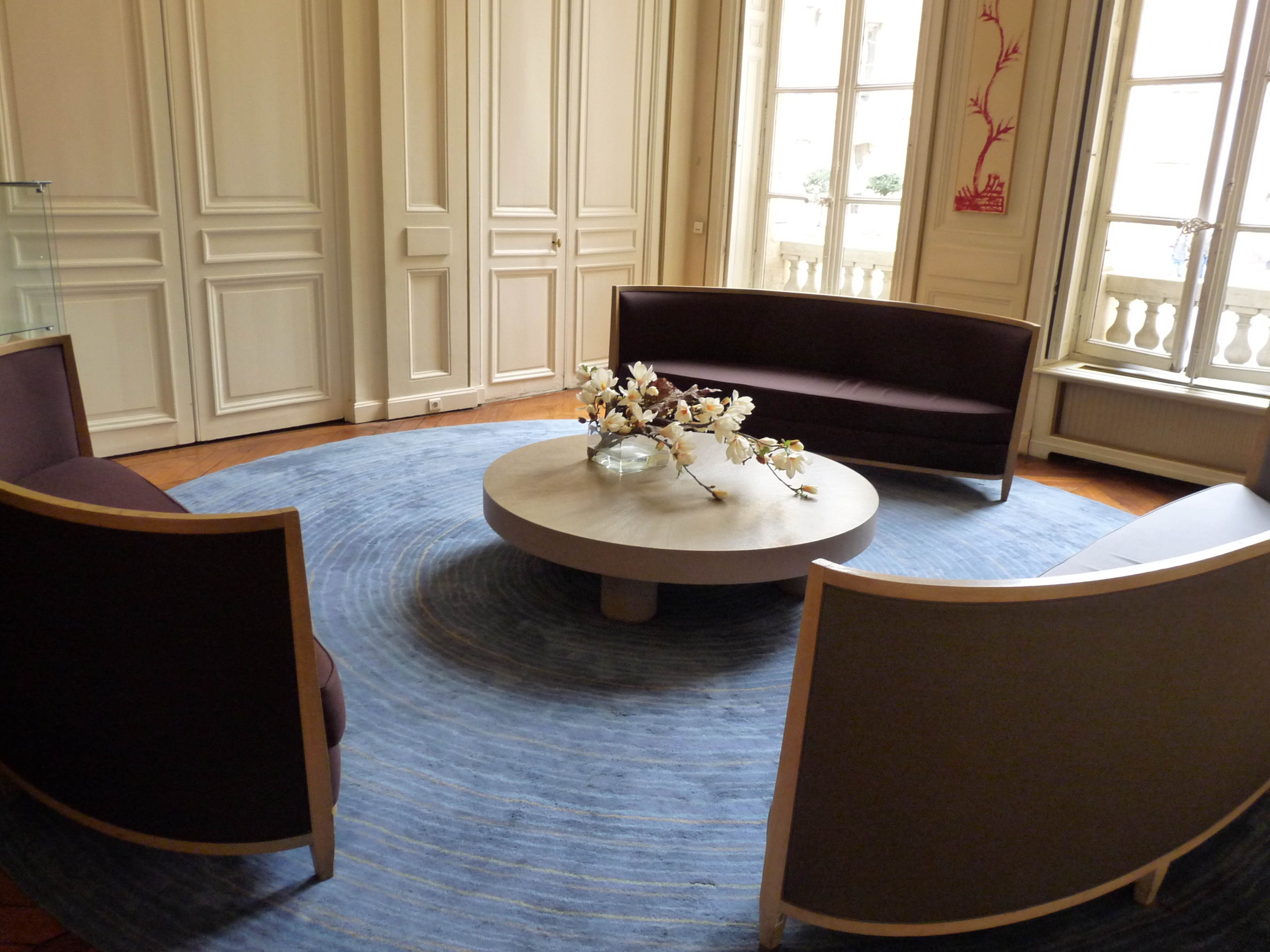
Salón de los Alechinskys.

### Salón Alechinsky
Antiguo comedor del mariscal Augereau, este salón fue decorado en 1992 por el pintor Pierre Alechinsky ; creó cinco paneles que representan arabescos de colores sobre el tema del árbol. El mobiliario fue diseñado por Andrée Putman en 2000.

### Salón Jules Ferry
El salón de honor del hotel, en la planta baja, está ocupado desde 1945 por la oficina del ministro, anteriormente ubicada en el primer piso junto a la biblioteca. Presenta una decoración de estilo Luis XVI y pilastras corintias que enmarcan grandes espejos. Situado en el centro del edificio, da al jardín.

### Jardín
Con una superficie de 1300 metros cuadrados, fue reformado en 2002. Se organiza en torno a un gran plátano, plantado cuando se construyó el hotel. La fachada del edificio se compone de nueve vanos, tres cuerpos de vanguardia y un balcón de hierro forjado en el primer piso.

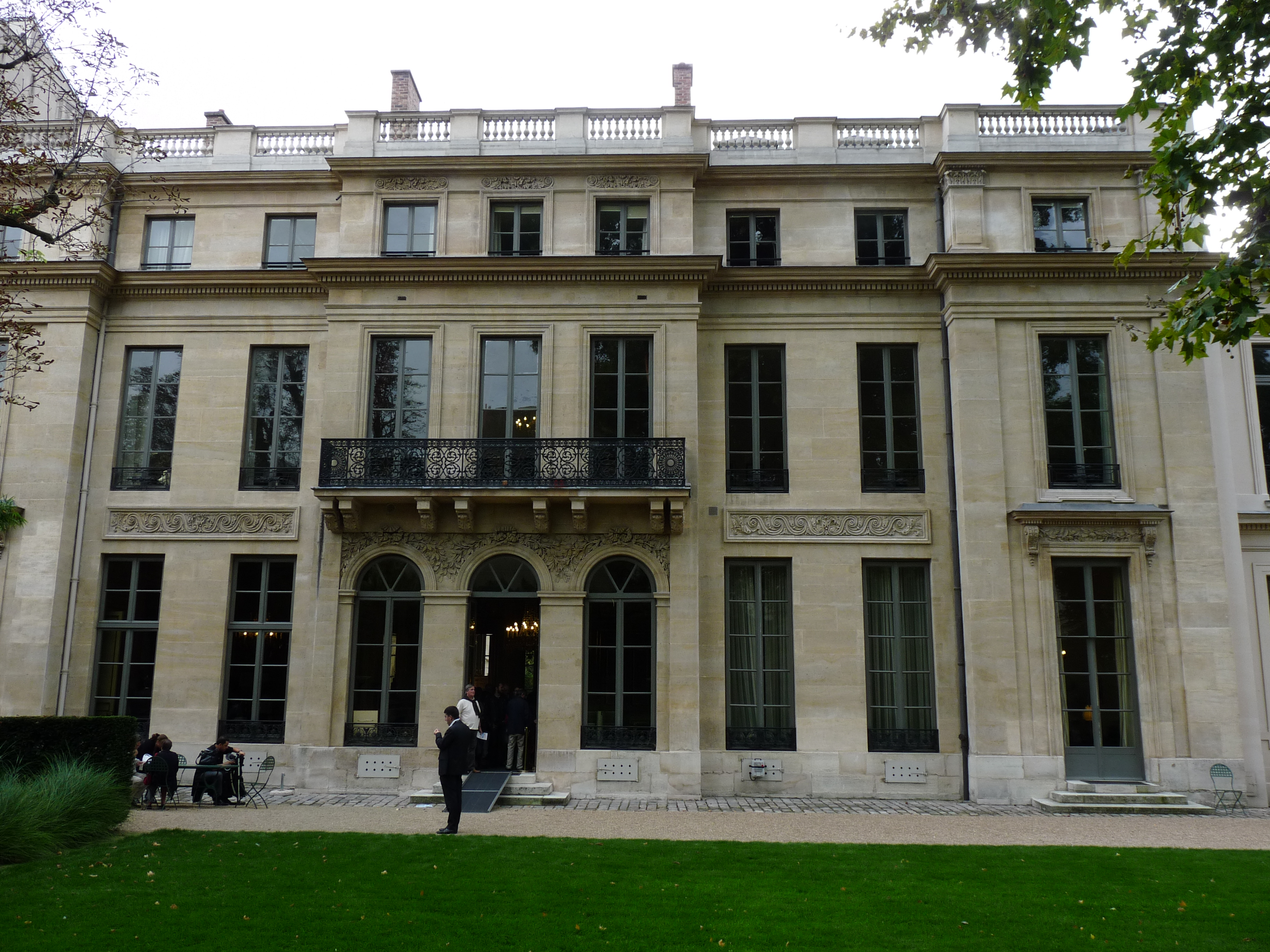
Fachada del lado del jardín.

### Oficina de Maupassant
Antiguo tocador de Madame Augereau, está ubicado en el ala este. Maupassant lo ocupó en 1878 .

### Salón Julie Daubie
Antiguo dormitorio de Madame Augereau, se encuentra entre el salón Jules Ferry y la oficina de Maupassant. La sala , y en especial los artesonados, las pinturas, los dorados y los suelos de parqué, se renovaron en 2002.